# UWA世界ウェルター級王座
UWA世界ウェルター級王座は、UWAが管理、認定していた王座。

## 歴史
1975年、LLIが創設。
1997年、LLIが解散。
LLIが解散後もユニバーサル・プロレスリング、新日本プロレス、レッスル夢ファクトリー、闘龍門Xでタイトルマッチが行われていた。
2004年、空位となって事実上封印状態となる。

## 歴代王者
| 歴代   | 選手                         | 戴冠回数 | 獲得日付       | 獲得場所 （対戦相手・その他）                                      |
| ------ | ---------------------------- | -------- | -------------- | ------------------------------------------------------------------ |
| 初代   | ビジャノ3号                  | 1        | 1975年12月4日  | メキシコシティ ウラカン・ミラレス                                  |
| 第2代  | エル・ソラール               | 1        | 1977年5月29日  | メキシコシティ                                                     |
| 第3代  | ボビー・リー                 | 1        | 1978年7月16日  | ヌエボ・レオン州モンテレイ                                         |
| 第4代  | エル・シグノ                 | 1        | 1979年6月24日  | バハ・カリフォルニア州ティフアナ                                   |
| 第5代  | グリンゴ                     | 1        | 1980年4月13日  | ヌエボ・レオン州モンテレイ                                         |
| 第6代  | エル・テハノ                 | 1        | 1980年9月7日   | メキシコシティ 1982年2月10日空位                                   |
| 第7代  | ロボ・ルビオ                 | 1        | 1982年5月30日  | メキシコシティ エル・マテマテコ                                    |
| 第8代  | エル・マテマテコ             | 1        | 1982年10月17日 | メキシコシティ                                                     |
| 第9代  | ブルー・パンテル             | 1        | 1984年12月16日 | メキシコシティ                                                     |
| 第10代 | ブラックマン                 | 1        | 1986年2月9日   | メキシコシティ                                                     |
| 第11代 | レイ・リチャード             | 1        | 1987年9月3日   | メキシコシティ                                                     |
| 第12代 | 浅井嘉浩                     | 1        | 1988年7月29日  | メキシコシティ                                                     |
| 第13代 | チャルレス・ルセロ           | 1        | 1988年10月9日  | ヌエボ・レオン州モンテレイ                                         |
| 第14代 | エル・イホ・デル・サント     | 1        | 1990年4月27日  | ヌエボ・レオン州モンテレイ                                         |
| 第15代 | エル・エスパント・ジュニア   | 1        | 1992年5月12日  | メキシコシティ                                                     |
| 第16代 | セレスティアル               | 2        | 1992年6月25日  | メキシコシティ                                                     |
| 第17代 | スペル・デルフィン           | 1        | 1993年5月7日   | 後楽園ホール                                                       |
| 第18代 | ザ・グレート・サスケ         | 1        | 1993年7月24日  | マッハランド駐車場特設会場                                         |
| 第19代 | スペル・デルフィン           | 2        | 1993年8月24日  | JCTVスタジオ                                                       |
| 第20代 | セレスティアル               | 3        | 1993年8月28日  | メキシコシティ                                                     |
| 第21代 | カルロフ・デカルデ・ジュニア | 1        | 1994年1月30日  | メヒコ州ナウカルパン                                               |
| 第22代 | エル・イホ・デル・サント     | 2        | 1994年5月25日  | メヒコ州トラルネパントラ・デ・バス                                 |
| 第23代 | 保永昇男                     | 1        | 1994年11月18日 | 広島県立総合体育館                                                 |
| 第24代 | 大谷晋二郎                   | 1        | 1994年12月13日 | 大阪府立体育会館                                                   |
| 第25代 | 金本浩二                     | 1        | 1995年4月16日  | 広島サンプラザ                                                     |
| 第26代 | グラン浜田                   | 1        | 1995年9月22日  | 愛知県体育館 1995年返上                                            |
| 第27代 | スペル・クレイジー           | 1        | 1995年11月17日 | メヒコ州ネサワルコヨトル レイ・ブカネロ                            |
| 第28代 | キッド・グスマン             | 1        | 1997年10月     | メヒコ州ネサワルコヨトル                                           |
| 第29代 | スペル・クレイジー           | 2        | 1998年6月15日  | 博多スターレーン                                                   |
| 第30代 | オリエンタル                 | 1        | 2000年10月13日 | コアウイラ州トレオン 2001年2月返上                                 |
| 第31代 | ネメシス                     | 1        | 2001年9月23日  | コアウイラ州トレオン 6人タッグマッチで勝利チームのキャプテンが獲得 |
| 第32代 | レイ・クエルボ               | 1        | 2002年4月14日  | イダルゴ州トゥランシンゴ 2003年5月空位                             |
| 第33代 | 石森太二                     | 1        | 2003年5月11日  | メキシコシティ スペル・クレイジー 2004年8月29日王座預かり          |
| 第34代 | 南野たけし                   | 1        | 2004年9月9日   | 後楽園ホール パイナップル華井 2004年封印                           |